# روجریو کوریا
روجریو کوریا (به پرتغالی: Rogério Luiz da Silva) مهاجم اهل برزیل است که در شهر برزیل و در تاریخ ۱۲ ژوئن ۱۹۸۰ به دنیا آمده‌است.
روجریو کوریا در تیم‌های فوتبال FC Wil سابقهٔ حضور دارد.